# Dub v Dolní Řasnici
Dub v Dolní Řasnici byl památný strom rostoucí v této obci na severu České republiky, ve Frýdlantském výběžku Libereckého kraje.

## Poloha a historie

### Poloha
Strom rostl na zatravněném pozemku parcelní číslo 1033/2 v katastrálním území Dolní Řasnice. Ten se nachází v severovýchodních partiích obce při silnici číslo III/2915, která spojuje komunikaci číslo II/291 přes Dolní Řasnici s východně ležícími Jindřichovicemi pod Smrkem na česko-polské státní hranici. V těsném sousedství parcely stojí dům číslo popisné 257. Jihovýchodně od pozemku je vedena místní účelová komunikace a za ní teče řeka Řasnice.

### Historie
O prohlášení stromu za památný rozhodl městský úřad ve Frýdlantě, který dne 27. května 1994 vydal příslušný dokument. V něm strom označil za krajinnou dominantu s nadprůměrným vzrůstem i stářím. Konstatoval dále pravidelný habitus a tvárnou korunu. V závěru je konstatováno, že strom má značnou estetickou hodnotu.
Roku 2000 začala stromu prosychat koruna, začala se ve velkých plátech odlupovat jeho kůra, pod níž se nacházelo odumřelé (ztrouchnivělé) dřevo. Obyvatelé přilehlého domku číslo popisné 257 se začali obávat o bezpečnost majetku a své zdraví a vyzvali městský úřad ve Frýdlantě, aby stav stromu prověřil. Úřad nechal vypracovat dendrologický posudek, který shledal strom v relativně dobrém vitálním stavu, nicméně z hlediska stability konstatuje rozsáhlou vnitřní dutinu uvnitř kmene, silné poškození hnilobou a všímá si i činnosti dřevokazného hmyzu. Neošetřené rány vzniklé předchozím prořezem tak, podle posudku, představují možnost nebezpečí vnikání vlhkosti do kmene a následné další šíření hniloby dřeva. Doporučeno je odbornou firmou provedení konzervačního ošetření a současné prověření statiky hlavní větve směřující jihozápadním směrem.
V průběhu zimních měsíců na přelomu let 2000 a 2001 došlo k dalšímu zhoršení stavu stromu. Frýdlantský městský úřad proto požádal místně příslušné pracoviště Agentury ochrany přírody a krajiny ČR o prověření, zda je požadované ošetření stromu stále ještě finančně výhodné. Posouzení proběhlo 24. května 2001 a jeho výsledkem bylo konstatování další degradace stromu s doporučením jeho vykácení. Okresní úřad v Liberci proto 9. srpna 2001 vydal rozhodnutí, v němž stromu odebral památný statut a umožnil tak jeho likvidaci.

## Popis
Památný strom byl dub letní (Quercus robur), jehož obvod kmene činil 497 centimetrů. Při prohlášení stromu za památný se v jeho okolí podle ustanovení příslušného zákona České republiky definovalo ochranné pásmo.